# 초대 (영화)
"초대"(영어: Invitation)는 2009년 제작된 대한민국의 영화이다.

## 배역
- 유지태 : 남자 역
- 엄지원 : 여자 역